# Aïssatou Tandian
Aïssatou Tandian-Ndiaye (sinh ngày 29 tháng 8 năm 1966) là một vận động viên chạy nước rút người Sénégal chuyên về 400 mét. Bà đại diện cho đất nước của mình tại Thế vận hội Mùa hè 1988 và 1992 cũng như hai Giải vô địch thế giới.
Điểm tốt nhất cá nhân của cô là 23,46 giây trong 200 mét và 51,92 giây trong 400 mét, cả hai được thiết lập vào năm 1989.

## Thành tích giải đấu
| Năm                  | Giải đấu              | Địa điểm                    | Thứ hạng             | Nội dung             | Chú thích            |
| Representing Sénégal | Representing Sénégal  | Representing Sénégal        | Representing Sénégal | Representing Sénégal | Representing Sénégal |
| -------------------- | --------------------- | --------------------------- | -------------------- | -------------------- | -------------------- |
| 1988                 | Olympic Games         | Seoul, South Korea          | 19th (qf)            | 400 m                | 52.33                |
| 1989                 | World Cup             | Barcelona, Spain            | 5th                  | 4x400 m relay        | 3:29.761             |
| 1991                 | World Championships   | Tokyo, Japan                | 17th (qf)            | 400 m                | 53.06                |
| 1992                 | African Championships | Belle Vue Maurel, Mauritius | 2nd                  | 400 m                | 52.64                |
| 1992                 | Olympic Games         | Barcelona, Spain            | 21st (qf)            | 400 m                | 52.39                |
| 1993                 | African Championships | Durban, South Africa        | 3rd                  | 400 m                | 53.00                |
| 1993                 | World Championships   | Stuttgart, Germany          | 16th (sf)            | 400 m                | 52.77                |